# Roman Kostenko
Pour les articles homonymes, voir Kostenko.
Roman Vassyliovytch Kostenko (ukrainien : Роман Васильович Костенко ; né le 21 octobre 1983) est un homme politique ukrainien. Il est secrétaire de la commission parlementaire sur la sécurité nationale, la défense et le renseignement, membre de la Verkhovna Rada, et vétéran de l'opération anti-terroriste « Cyborg ». Son indicatif d'appel militaire est « Thunder » (ukrainien : Гром (Hrom)).
D'avril 2014 à mai 2019, Kostenko prend une part active à l'engagement sur le champ de bataille lors de l'opération antiterroriste des forces conjointes contre les activités des groupes armés illégaux russes et pro-russes dans la guerre dans l'est de l'Ukraine.

## Biographie et carrière
En 2005, Kostenko est diplômé de l'Académie militaire d'Odessa (anciennement l'Institut des forces terrestres d'Odessa). Son domaine de spécialité est « l'utilisation au combat et la gestion de l'action des unités (unités, formations) des forces terrestres ». En 2020, Kostenko est diplômé de l'Académie nationale d'administration d'État du président de l'Ukraine (maîtrise en administration publique). Il est commandant de peloton et commandant adjoint de la compagnie de reconnaissance de la brigade aéroportée des Forces armées ukrainiennes. Plus tard, il sert comme colonel du Service de sécurité ukrainien et a occupé des postes de direction au centre d'opérations spéciales « A » du Service de sécurité.
Kostenko s'est présenté aux élections législatives de 2019 (représentant du parti Holos, numéro 14 sur la liste). Il est devenu député du peuple ukrainien de la 9e convocation de la Rada. Il est secrétaire de la commission de la sécurité nationale, de la défense et du renseignement depuis le 29 août 2019. Il est également membre suppléant de la délégation permanente auprès de l'Assemblée parlementaire de l'OTAN.

## Décorations
Il a reçu l'Ordre de Bohdan Khmelnitsky du IIIe degré le 26 décembre 2014 pour son courage personnel et son héroïsme démontré dans la défense de la souveraineté de l'État et de l'intégrité territoriale de l'Ukraine, sa fidélité au serment militaire.
Il est également héros d'Ukraine.